# Atrophaneura aidoneus
Atrophaneura aidoneus är en fjärilsart som först beskrevs av Doubleday 1845.  Atrophaneura aidoneus ingår i släktet Atrophaneura och familjen riddarfjärilar. Inga underarter finns listade i Catalogue of Life.

## Bildgalleri

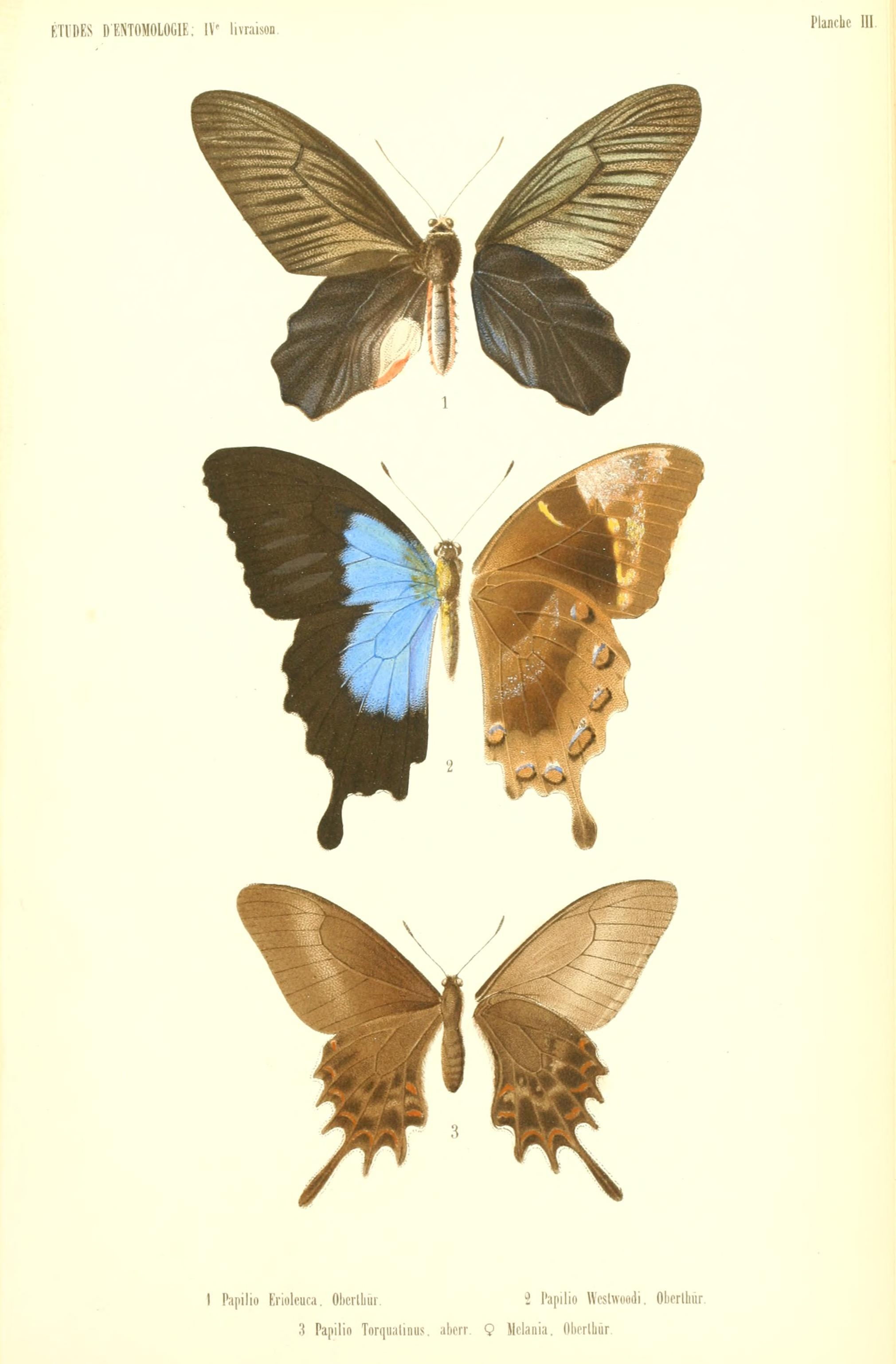